# Peerless
La Peerless Motor Car Company est un ancien constructeur automobile américain qui produisait la marque de voitures Peerless, à Cleveland, dans l'Ohio, de 1900 à 1931. Connue comme l'une des « trois P » - Packard, Peerless et Pierce-Arrow - la société était connue pour construire des véhicules haut de gamme luxueux et de haute qualité. Peerless a popularisé un certain nombre d'innovations automobiles qui sont devenues plus tard des équipements standard, notamment les freins à tambour et les premières voitures de série à carrosserie fermée.

## Histoire
Peerless Motors a été fondée à Cleveland, Ohio, en 1900 au 43 Lisbon Street. Elle a commencé à fabriquer des automobiles en utilisant des moteurs De Dion-Bouton sous licence de la société française. L'ingénieur Louis P. Mooers a conçu les premiers modèles Peerless, ainsi que plusieurs moteurs propriétaires. Les premiers véhicules de la marque Peerless sont apparus en 1902, avec un moteur monté à l'avant entraînant les roues arrière par l'intermédiaire d'un arbre. Cette configuration est devenue par la suite la norme en matière de propulsion des véhicules automobiles. En 1904, Mooers conçoit la voiture de course Green Dragon et engage Barney Oldfield pour la piloter. La Green Dragon apporte la notoriété et le succès à Peerless, car Oldfield l'utilise pour établir un certain nombre de records mondiaux de vitesse automobile.
En 1905, la Green Dragon de 35 chevaux (26 kW) a participé à la première course d'endurance de 24 heures au monde à Columbus, dans l'Ohio. Pilotée par Earnest Bollinger, Aurther Feasel et brièvement par Barney Oldfield, la Peerless mène la course pendant la première heure avant de s'écraser contre une barrière, puis de terminer à la troisième place.
De 1905 à 1907, Peerless connaît une expansion rapide en termes de taille et de volume de production et, à mesure que le nom Peerless gagne en notoriété, l'entreprise commence à produire des modèles de plus en plus coûteux, en mettant l'accent sur le luxe. En 1911, Peerless est l'une des premières entreprises automobiles à introduire l'éclairage électrique sur ses véhicules, les démarreurs électriques étant ajoutés en 1913. En 1915, l'entreprise introduit son premier moteur V8, dans l'intention de concurrencer le V8 Cadillac introduit un an plus tôt. Ce modèle devient le véhicule de production de base de Peerless jusqu'en 1925, date à laquelle des moteurs produits par d'autres fabricants sont utilisés pour la première fois dans les modèles Peerless. 
Pendant la Première Guerre mondiale, Peerless a fabriqué des châssis de véhicules militaires et des camions. L'un de ces véhicules, la voiture blindée Peerless, a été fabriqué pour la Grande-Bretagne, l'Austin Motor Company de Birmingham étant le fabricant de la carrosserie blindée et Peerless celui du châssis. Le châssis était fabriqué à Cleveland, dans l'Ohio.
En 1929, toute la gamme Peerless a été redessinée pour concurrencer les véhicules produits par Stutz et Marmon, ce qui a permis d'augmenter les ventes et de procéder à un nouveau rafraîchissement du design en 1930. Le V8 conçu par Peerless est remplacé par un Continental à huit cylindres en ligne par mesure d'économie. Cependant, la Grande Dépression qui a débuté en 1929 a considérablement réduit les ventes d'automobiles de luxe. Peerless réduit sa production et tente de commercialiser une ligne de véhicules auprès des Américains fortunés qui ne sont pas touchés par la dépression. En 1930-1931, Peerless a demandé à Murphy Body Works de concevoir ce que l'entreprise envisageait comme son modèle 1933. La tâche a été confiée au jeune Frank Hershey, qui a produit un véhicule remarquablement propre et élégant. Une seule Peerless 1931 à moteur V16 fut achevée en juin 1931, la dernière Peerless jamais produite,. 
Peerless est restée inactive jusqu'à ce que la fin de la Prohibition, en 1933, autorise la fabrication d'alcool. Peerless réorganise alors son usine et obtient de la Brewing Corporation of Canada une licence pour brasser de la bière sous les marques Carling Black Label et Red Cap,.
L'unique prototype V-16 de Hershey est resté dans l'usine Peerless jusqu'à la fin de la Seconde Guerre mondiale et appartient aujourd'hui au Crawford Auto-Aviation Museum dans l'Ohio.
Les véhicules Peerless suivants sont considérés comme des « voitures classiques » par le Classic Car Club of America (CCCA) : 1925 Series 67 ; 1926 - 1928 Series 69 ; 1929 Model Eight-125 ; 1930-1 Custom 8 et 1932 Deluxe Custom 8. 
|  |  |  |